# Prälatur Reutlingen
Die Prälatur Reutlingen, auch „Sprengel Reutlingen“ genannt, ist eine von vier Prälaturen der Evangelischen Landeskirche in Württemberg. Im Gegensatz zum Kirchenbezirk, welcher eine Körperschaft des öffentlichen Rechts ist, hat die Prälatur keine Rechtspersönlichkeit. Es handelt sich lediglich um einen kirchlichen Verwaltungsbezirk. Die Leitung der Prälatur obliegt dem Prälaten (der Prälatin), der auch als „Regionalbischof“ bezeichnet wird.

## Aufgaben
Der Prälat hat die Aufgabe, die Dekane in seiner Prälatur zu visitieren. Er ist aber auch in der Seelsorge unter den Pfarrerinnen und Pfarrern tätig und wirkt bei der Wiederbesetzung der Gemeindepfarrstellen mit. Er ist Mitglied im Kollegium des Oberkirchenrats.

## Gebiet
Die Prälatur Reutlingen umfasst das Gebiet von Neuenbürg bei Pforzheim im Norden bis Tuttlingen im Süden und von Freudenstadt im Westen bis Münsingen im Osten. Zur Prälatur Reutlingen zählen die 11 Kirchenbezirke Bad Urach-Münsingen, Balingen, Böblingen, Calw-Nagold, Freudenstadt, Herrenberg, Leonberg, Neuenbürg, Reutlingen, Rottweil und Tübingen.

## Geschichte

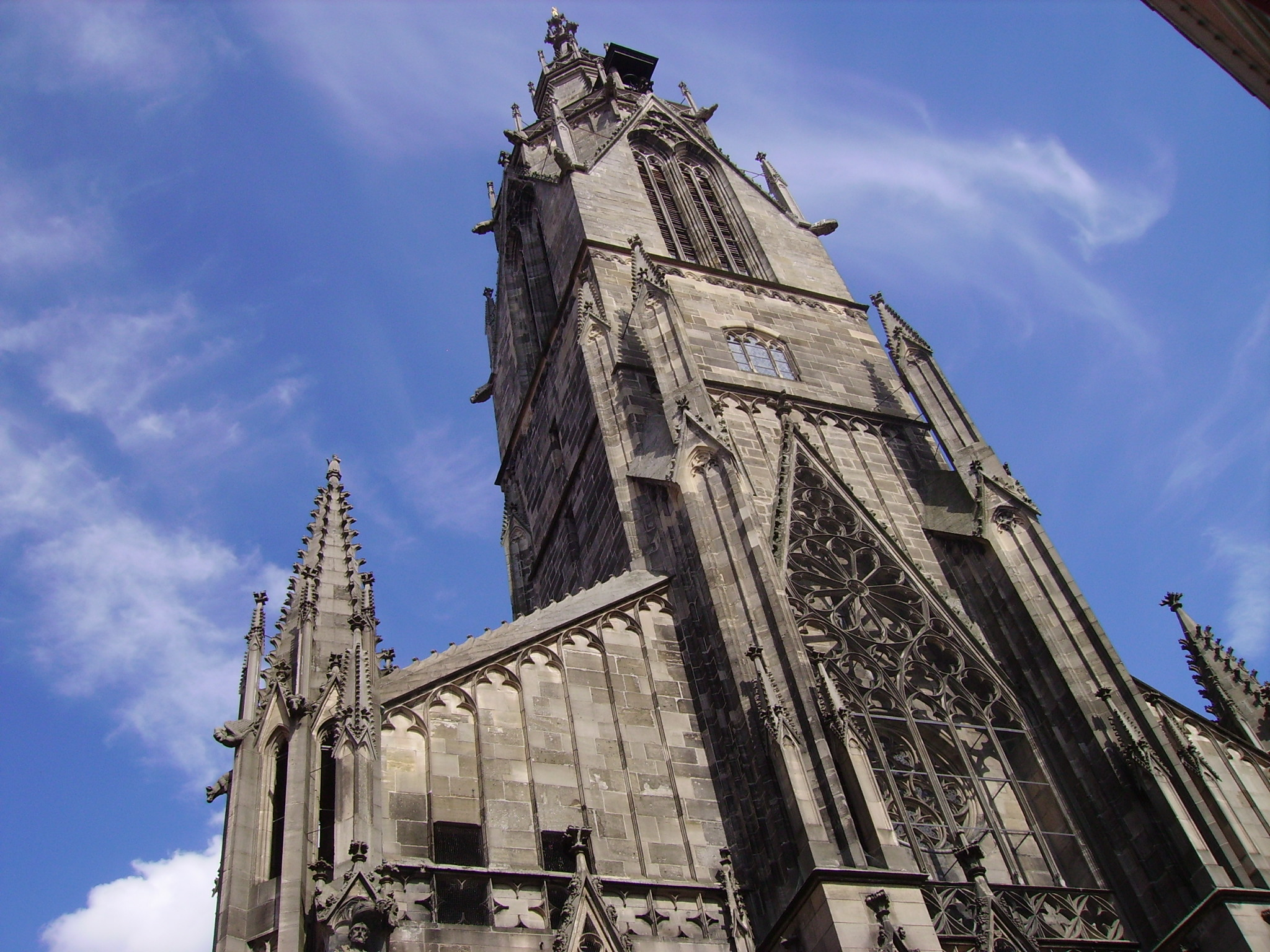
Hauptturm der Marienkirche

Die Prälaturen gehen zurück auf die früheren Generalsuperintendenturen (auch Generalate) in Württemberg. Diese wurden schon bald nach Einführung der Reformation an den Standorten der ehemaligen Klöster (Adelberg, Bebenhausen, Denkendorf und Maulbronn) eingesetzt. An der Spitze stand jeweils ein dem Propst der Stiftskirche Stuttgart unterstehender Generalsuperintendent. Das Amt des Generalsuperintendenten war jedoch meist nicht mit dem jeweiligen Klostersitz verbunden, vielmehr trug der Verwaltungsbezirk lediglich deren Bezeichnung. Im Laufe Geschichte wurden die Bezeichnungen der Generalsuperintendenturen mehrmals verändert.
Reutlingen gehörte als Freie Reichsstadt bis 1803 nicht zu Württemberg. Erst seit 1823 gibt es daher eine Generalsuperintendentur Reutlingen. Damals wurde die Generalsuperintendentur Urach in Reutlingen umbenannt. Deren Sitz befand sich jedoch in Stuttgart. 1924 wurden aus den Generalsuperintendenturen die Prälaturen. 1934 wurde die Prälatur Reutlingen in „Prälatur Stuttgart“ umbenannt. 1956 wurde dann eine neue Prälatur Reutlingen errichtet. Seither hat auch der Prälat seinen Sitz in Reutlingen. Das Gebiet der Prälatur veränderte sich mehrmals, insbesondere durch die Neubildung der Prälatur Ludwigsburg im Jahr 1992 sowie deren Wiederaufhebung 2003. Damals wurden die Kirchenbezirke Böblingen, Herrenberg und Leonberg der Prälatur Reutlingen zugeordnet.
Hauptkirche der Prälatur Reutlingen ist die Marienkirche in Reutlingen, in welcher der Prälat auch regelmäßig Gottesdienste hält.

## Generalsuperintendenten und Prälaten seit 1823
- 1823–1829: Jakob Friedrich von Abel (1751–1829)
- 1829–1841: Christian Karl August von Haas (1779–1841)
- 1841–1850: Karl August von Faber (1782–1850)
- 1850–1852: Sixt Carl von Kapff (1805–1879)
- 1852–1873: Christian Friedrich von Dettinger (1804–1876)
- 1873–1893: Georg Heinrich von Merz (1816–1893)
- 1894–1905: Viktor von Sandberger (1835–1912)
- 1905–1913: Immanuel von Frohnmeyer (1848–1931)
- 1913–1918: Theodor Karl von Hermann (1850–1926)
- 1918–1933: Jakob Schoell (1866–1950)
- 1933–1956: Prälatur Reutlingen nicht existent
- 1956–1965: Kurt Pfeifle (1900–1974)
- 1965–1974: Helmut Pfeiffer (1909–2002)
- 1975–1981: Theophil Askani (1923–1982)
- 1981–1989: Heinrich „Heiner“ Leube (1924–2007)
- 1989–2007: Claus Maier (* 1942); er war zugleich theologischer Stellvertreter des württembergischen Landesbischofs
- 2007–2021: Christian Rose (* 1955)
- Seit Mai 2022: Markus Schoch (* 1966)